# Теорема Пикара (комплексный анализ)
Теорема Пикара — одна из двух тесно связанных между собой теорем теории функций комплексного переменного (называемые большая и малая).
Названы в честь Шарля Пикара.

## Малая теорема Пикара
Областью значений целой функции, отличной от константы, является вся комплексная плоскость, за исключением, быть может, лишь одной точки.

## Большая теорема Пикара
Пусть функция {\displaystyle f} голоморфна в проколотой окрестности {\displaystyle U(z_{0})} точки {\displaystyle z_{0}\in \mathbb {C} } и имеет в точке {\displaystyle z_{0}} существенную особенность. Тогда {\displaystyle f} принимает в {\displaystyle U(z_{0})} все значения, кроме, быть может, одного, бесконечное число раз.